# Ходынка (река)
Ходынка (Ходынь, Ходыня) — река на северо-западе Москвы. Левый приток реки Таракановки. Берёт начало в южной части Тимирязевского парка, уходя в коллектор в районе улицы Академика Ильюшина, проходит под Кочновским проездом, в районе станции метро «Аэропорт» пересекает Ленинградский проспект, течёт в открытом русле вдоль улицы Викторенко и впадает в Таракановку у Песчаного переулка, близ Ходынского поля. Сохранился небольшой участок открытого русла реки, позади домов 14, корп. 2 и 14, корп. 4 по улице Авиаконструктора Микояна (см фото). Длина — около трёх километров, большая часть заключена в трубу.

## Название
С названием «Ходынка» связано Ходынское поле (Ходынский луг) известное с XIV в., а также Ходынская улица. На берегах Ходынки находились сёла Старое Зыково и Всехсвятское. Объяснять название можно двояким образом (Г. П. Смолицкая, М. В. Горбаневский, 1982). В писцовых книгах XVI века упоминается как Ходынь, что даёт основания предполагать существования первоначального названия в форме Хотынь, образованной от распространённой основы хот- (Хотча, Хотеичи, Хотьково и др.). Менее вероятным представляется образование от основы ход- (река, по которой можно «ходить», в смысле «плавать»).
Многие считают, что не Ходынка является притоком Таракановки, а наоборот. Эту версию подтверждают дореволюционные карты, на которых отмечается река Ходынка, впадающая в Ходынские пруды, а затем из прудов вытекает Нижняя Ходынка, впадающая в Москву-реку. Однако, в данный момент Ходынка является притоком более крупной Таракановки и впадает в неё под землёй на 60 м выше бывшего снегосброса на Песчаном переулке (против течения).

## История
В 1608—1609 годах на Ходынке произошло несколько боёв между войсками царя Василия Шуйского и войсками Лжедмитрия II.
В начале 1950-х годов, при разбивке сквера на 2-й Песчаной улице, участок реки под ним был заключён в трубу. Трубопровод представляет собой бетонные кольца полутораметрового диаметра, образующие две линии по типу бинокля. Обе трубы связаны железобетонным монолитным чехлом.